# Уошингтън Командърс
„Уошингтън Командърс“ (на английски: Washington Commanders) е отбор по американски футбол от Вашингтон, САЩ.
Състезават се в Източната дивизия на Националната футболна конференция на Националната футболна лига. Основани са през 1932 г. като Бостън Брейвс и от 1933 до 1937 г. се състезават в Бостън под името Бостън Редскинс. Поради слаба подкрепа от местните фенове обаче се местят във Вашингтон и променят името си на  „Уошингтън Редскинс“ („червенокожите“). Името предизвисва противоречиви отзиви в продължение на десетилетия. През 2020 г., след натиск от няколко спонсора на Лигата и на самия отбор, името е променено, като част от вълна от промени в имената на различни спортни отбори след протестите по повод смъртта на Джордж Флойд. Отборът се ребрандира окончателно като „Уошингтън Командърс“ („командири“) през 2022 г.
Официалните цветове на отбора са виненочервено и златисто.
Според списание Форбс, Командърс са третият най-скъп отбор по американски футбол в света след Далас Каубойс и Ню Инглънд Пейтриътс като се оценяват на $1.6 милиарда през 2013 г. Въпреки третото място, отборът е първи по приходи в Националната футболна лига с оборот от $327 милиона за 2007. Също така са първи по продадени билети в последните осем сезона подред.
Големият успех на Командърс е от 80-те години на ХХ век, когато печелят 3 шампионски титли (1982, 1987 и 1991). Стават са шампиони още 2 пъти, през 1937 и 1942, а в още 5 финала остават на второ място, което ги нарежда сред водещите професионални отбори по американски футбол.
Домакинските си срещи играят на ФедЕкс Фийлд, разположен в Лендоувър, предградие на Вашингтон. Със своите 82 000 седящи места, това е вторият по големина стадион в НФЛ след МетЛайф Стейдиъм – стадиона на Ню Йорк Джайънтс и Ню Йорк Джетс.

## Факти
Основан: през 1932
Основни „врагове“:: Далас Каубойс, Ню Йорк Джайънтс, Филаделфия Ийгълс
Носители на Супербоул: (3)
- 1982, 1987, 1991

Шампиони на НФЛ: (2)
- 1937, 1942

Шампиони на конференцията: (5)
- НФК:1972, 1982, 1983, 1987, 1991

Шампиони на дивизията: (13)
- НФЛ Изток:1936, 1937, 1940, 1942, 1943, 1945
- НФК Изток: 1972, 1983, 1984, 1987, 1991, 1999, 2012

Участия в плейофи: (23)
- НФЛ: 1936, 1937, 1940, 1942, 1943, 1945, 1971, 1972, 1973, 1974, 1976, 1982, 1983, 1984, 1986, 1987, 1990, 1991, 1992, 1999, 2005, 2007, 2012